# Enoplognatha ovata
Enoplognatha ovata (Clerck, 1757) è un ragno appartenente alla famiglia Theridiidae.

## Distribuzione
La specie è stata reperita in diverse località della regione olartica.

## Tassonomia
Non sono stati esaminati esemplari di questa specie dal 2011.
Attualmente, a dicembre 2013, non sono note sottospecie